# Charab Kurt
Charab Kurt (arab. خراب كورت) – wieś w Syrii, w muhafazie Aleppo, w dystrykcie Ajn al-Arab. W 2004 roku liczyła 491 mieszkańców.